# Ingénieur des travaux publics de l'État
Un ingénieur des travaux publics de l'État (ITPE) est un ingénieur diplômé de l'École nationale des travaux publics de l'État.
Pour ceux ayant le statut de fonctionnaire, ils appartiennent au corps de cadres techniques dans la fonction publique d'État française (catégorie A), « chargés de fonctions de direction, d'encadrement, d'expertise, d'étude, d'administration d'inspection, de recherche ou d'enseignement dans les domaines scientifique, technique, environnemental, économique ou social ». En 2020, il y a près de 6 000 ingénieurs du corps des ITPE.
Toutefois, tout ITPE n'est pas membre du corps des cadres techniques dans la fonction publique d'État. Il existe également les ITPE « civils », qui travaillent dans le secteur privé. Les ITPE appartenant aux autres fonctions publiques (fonction publique hospitalière ou fonction publique territoriale) en détachement restent dans le corps des ITPE.

## Corps des ITPE

### Structure et composition
Les ingénieurs des travaux publics de l'État sont des fonctionnaires d'État qui forment le principal corps technique  d'encadrement des ministères chargés de l'environnement, du logement, des territoires, du transport ainsi que celui de la Mer. Les ITPE, appartenant à un corps à vocation interministérielle, peuvent aussi exercer leurs activités dans la plupart des autres ministères de la fonction publique française (ministères de la Justice, des Affaires étrangères, de l'Éducation nationale, de l'Intérieur, de la Défense, de la Culture, Services du Premier ministre, etc.) et être affectés sur tout le territoire français, dont les DOM-TOM ainsi que sur certains postes au sein des Ambassades de France à l'étranger. 
Ils peuvent aussi être détachés au sein de la fonction publique territoriale, d'établissements publics ou au sein des organisations internationales comme la Banque Mondiale ou la Commission Européenne. 
Le corps des ITPE comporte trois grades :
- Ingénieur des TPE (ITPE), qui comporte 11 échelons, l'avancement se faisant à l'ancienneté ;
- Ingénieur divisionnaire des TPE (IDTPE) qui permet l’accès à des postes d'encadrement supérieur. Ce grade est accessible après 6 ans de service et est soumis à une sélection au regard du parcours de l'agent ;
- Ingénieur des TPE hors classe (ITPEHC), qui donne vocation à exercer des fonctions correspondant à un niveau particulièrement élevé de responsabilité.

Pendant leur scolarité à l'ENTPE, les élèves fonctionnaires (non encore titularisés) sont :
- Élève ingénieur des TPE au cours de la première et de la deuxième année d'études à l'ENTPE ;
- Ingénieur des TPE stagiaire à partir de la troisième année d'études à l'ENTPE.

### Missions
Les ingénieurs des travaux publics de l'État exercent leurs missions dans des champs de compétences techniques variés. Au cours de leurs carrières, les ITPE ont la possibilité de se spécialiser ou de changer de domaines d'expertise lorsqu'ils changent d'affectation. Les principaux domaines couverts par les ITPE sont les infrastructures, les bâtiments, les transports, l'urbanisme, l’environnement,l'informatique, la gestion des risques naturels et technologiques....
À titre d'exemple, les ITPE peuvent occuper au sein de la fonction publique les emplois suivants :
- Chef de projet aménagement urbain dans une administration déconcentrée
- Chef d'unité risques naturels
- Chef d'unité de la police de l'eau
- Chargé(e) de mission évaluation environnementale en DREAL
- Inspecteur des installations classées pour la protection de l'environnement
- Chargé de mission en sécurité nucléaire
- Chef de projets immobiliers au ministère des Affaires Etrangères ou au ministère de la Justice
- Chargé(e) d'études en sécurité routière au Cerema
- Chargé d'affaires en géotechnique
- Inspecteur de la sécurité des navires en centre de sécurité des navires
- Cheffe de service ingénierie fluviale auprès des Voies navigables de France
- Responsable d'opérations en infrastructures routières à la DRIEA
- Chargé de mission ou chef de projet à l'Office français de la biodiversité
- Chef de projet ingénierie aéroportuaire à la DGAC

En termes d'encadrement, les ITPE « peuvent être chargés de la direction d'unités ou de cellules » et les IDTPE « de la direction de services ou de bureaux ».

## Recrutement
Les ITPE sont recrutés soit par :
- Concours externe d'entrée à l'École nationale des travaux publics de l'État (ENTPE) sur la banque concours Mines-Ponts après deux ans de classes préparatoires scientifiques aux Grandes Écoles. Cela correspond à une centaine d'agents pour environ 70 % du recrutement total annuel[1].
- Concours interne d'entrée à l'ENTPE pour les fonctionnaires d'État avec au moins quatre ans de service
- Examen professionnel ouvert aux techniciens supérieurs du développement durable (TSDD) avec au moins huit ans de service
- Avancement par liste d'aptitude pour les techniciens supérieurs du développement durable (TSDD)
- Concours sur titre ouvert aux titulaires de certains diplômes d'ingénieurs ou universitaires.
- Détachement sur le corps des ITPE depuis un corps administratif équivalent (ex. : Ingénieur de recherche)

## Histoire du corps des ITPE
La création du corps des ITPE est antérieure à celle de l'ENTPE. Elle remonte au début du XIXe siècle :
- 1804 : Création du corps des conducteurs de travaux des Ponts et Chaussées
- 1867 : Création du grade de sous-ingénieur
- 1891 : Création d'une école de préparation au concours d'accès par Léon Eyrolles (bases de l'ESTP)
- 1920 : Création du grade d'ingénieur des travaux publics de l'État
- 1945 : Création de la classe exceptionnelle
- 1954 : Ouverture de l'ENTPE à Paris
- 1961 : Création du grade de divisionnaire
- 1971 : Fusion du corps des Ingénieurs réviseurs de la Construction dans le corps des ITPE
- 1975 : Transfert de l'ENTPE à Vaulx-en-Velin
- 1979 : Accès aux fonctions de direction
- 2018 : Fusion du corps des Inspecteurs des affaires maritimes dans le corps des ITPE